# Salivahana

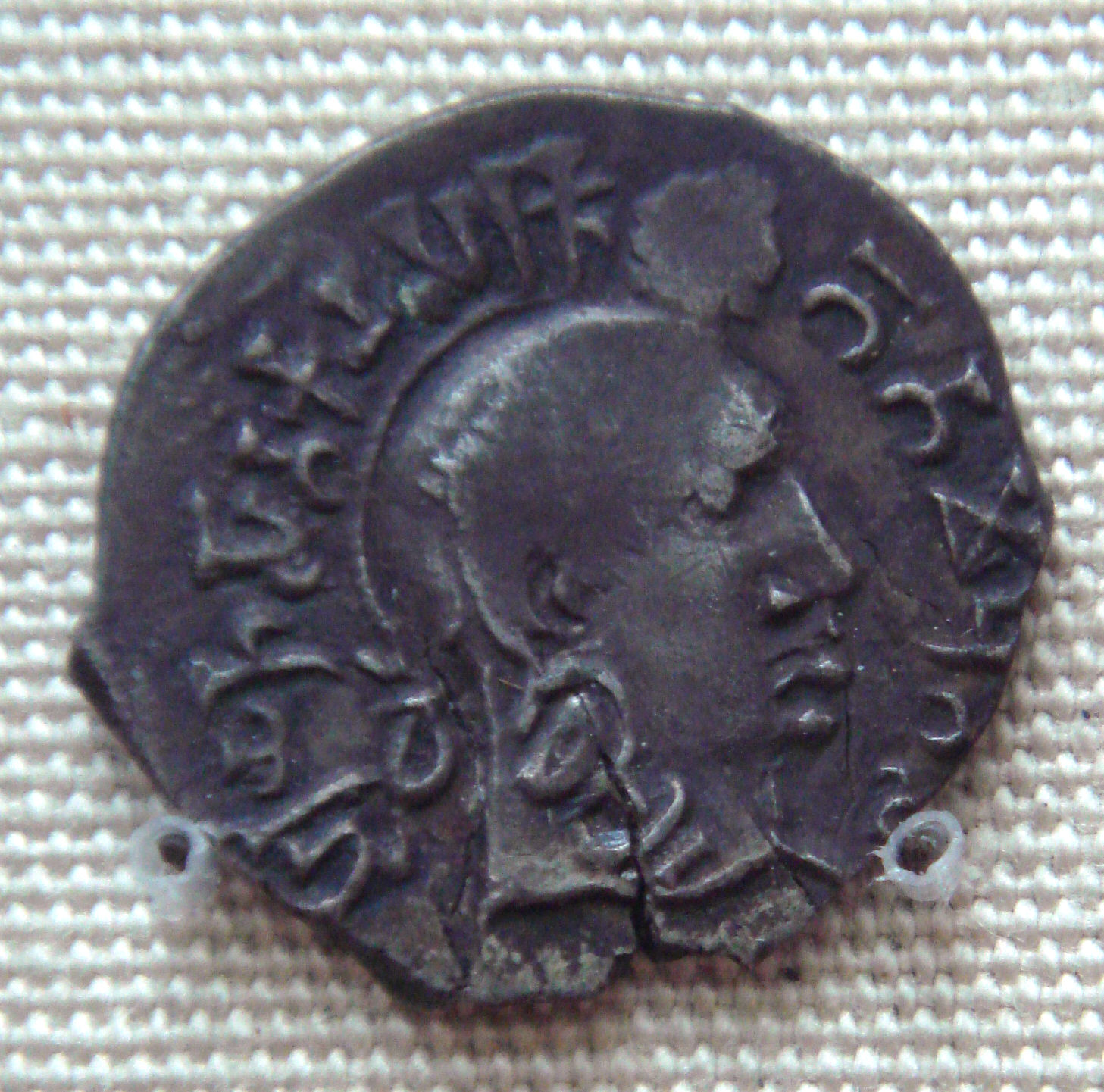
Salivahana

Salivahana, indisk kung, som spelade en framträdande roll i (södra) Indiens sagolitteratur. Han skall ha regerat omkr 75 e.Kr. i Pratishthana (söder om Bombay); han skall ha erövrat Malwa och besegrat kung Vikramaditya i Ujjayini. Han skall såväl ha utsträckt sitt välde över stora delar av Sydindien som i norr besegrat indoskyterna och till minne därav instiftat sakaseran.